# 格魯瓊茲縣

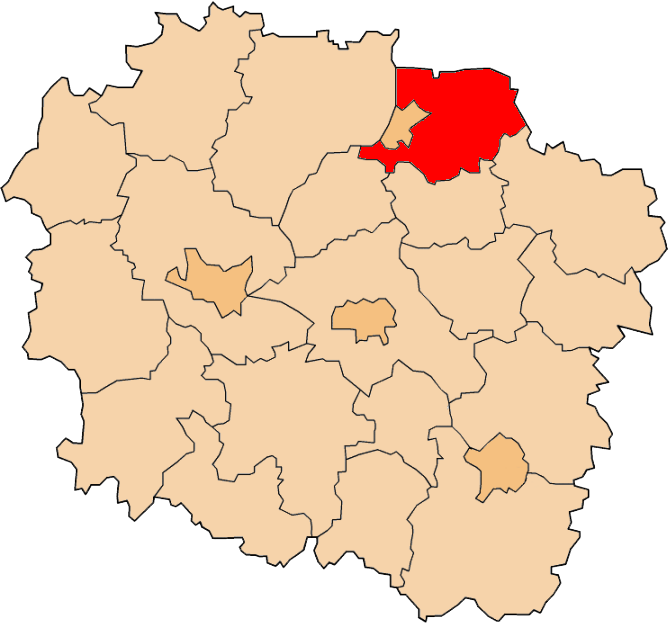

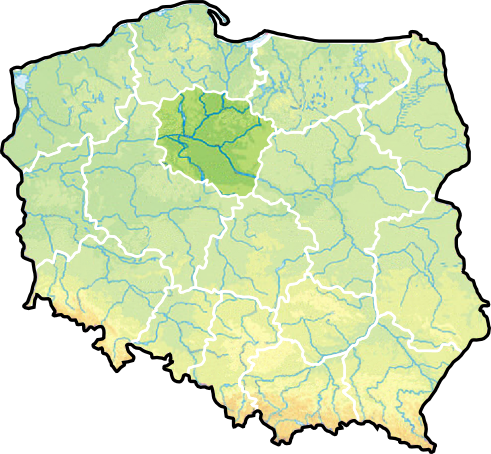

53°29′33″N 18°46′34″E / 53.49250°N 18.77611°E
格魯瓊茲縣（波蘭語：Powiat grudziądzki），是波蘭的縣份，位於該國中北部，由庫亞維-波美拉尼亞省負責管轄，首府設於格魯瓊茲，面積728平方公里，2006年人口38,424，人口密度每平方公里53人。